# دیو واتسون (دوچرخه‌سوار)
دیو واتسون (انگلیسی: Dave Watson؛ زادهٔ ۱۹ دسامبر ۱۹۴۶) دوچرخه‌سوار اهل استرالیا است. وی در بازی‌های المپیک تابستانی ۱۹۶۸ شرکت کرده است.